# Manciuria Esterna
La Manciuria esterna è un'area dell'Estremo Oriente russo che originariamente faceva parte dell'Impero cinese assieme al resto della Manciuria, terra di origine dei Manciù. È separata dalla Manciuria interna, a sud, dal corso dei fiumi Amur e Ussuri, mentre a nord confina con i monti Stanovoj e ad est con l'Oceano Pacifico.

## Storia

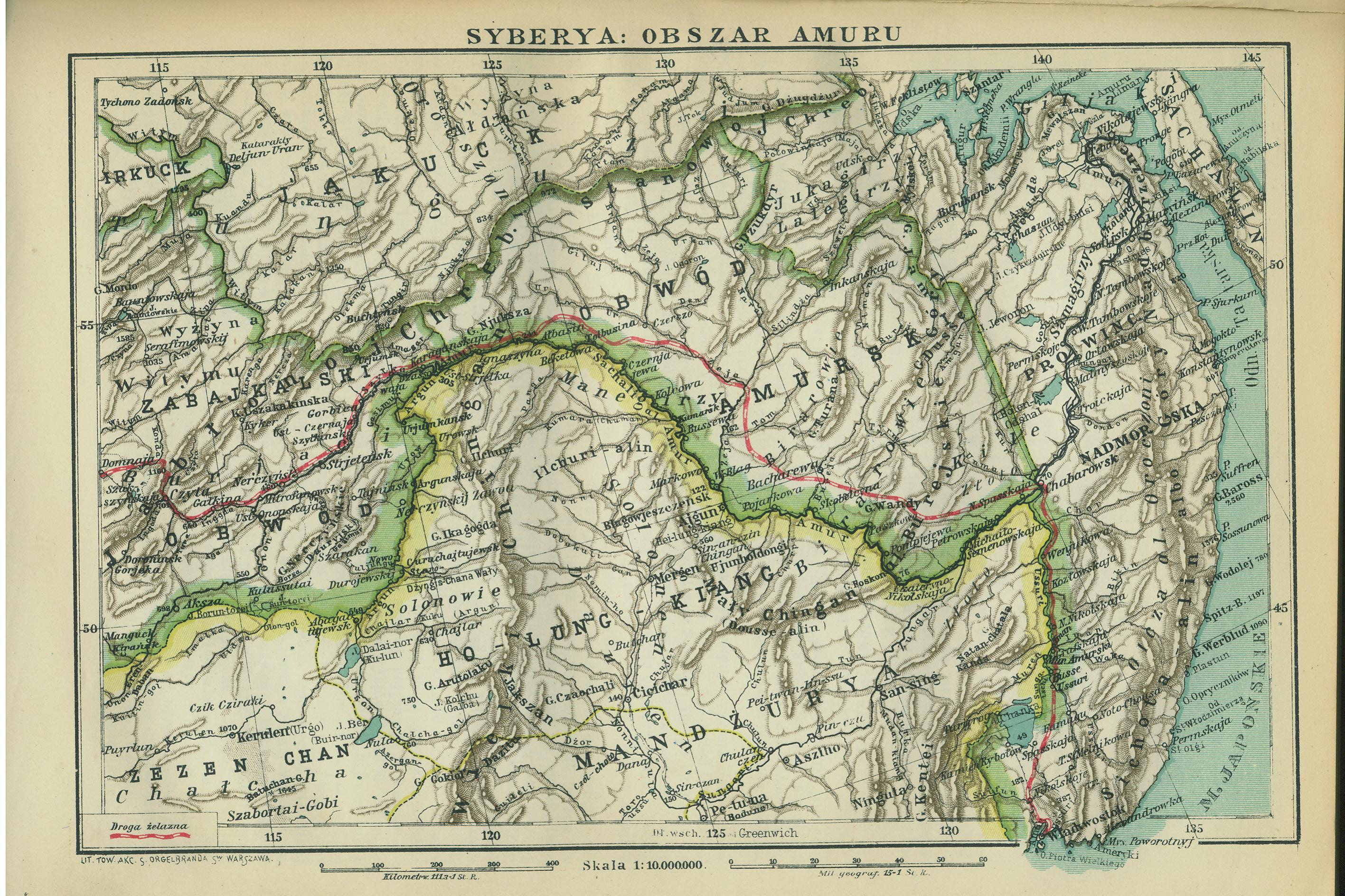
La Manciuria esterna («Amurski Obwod» e «Provincia Nadmorska») nel 1903, 45 anni dopo l'acquisizione da parte della Russia; l'annessione della regione consentì la costruzione della ferrovia Transiberiana, qui indicata in rosso.

All'inizio della conquista russa della Siberia, i Cosacchi raggiunsero la costa orientale dell'Asia attraverso il bacino della Lena e vi fondarono Ochotsk nel 1647. Nel tentativo di espandere il loro dominio verso sud e impadronirsi così di terre coltivabili, i coloni russi entrarono in conflitto con i Manciù, che si erano impadroniti della Cina nel 1644 fondando la dinastia Qing ed erano quindi all'apice del loro potere.
Secondo il trattato di Nerčinsk del 1689, il confine tra Russia e Manciuria veniva fissato - anche se non molto precisamente - dai monti che delimitavano il bacino idrografico dell'Amur a nord. La Russia rinunciò così alla base di Albasin sull'Amur, fondata da poco. Fu solo nel 1727 che il confine venne definito più precisamente con il trattato di Kjachta.
A partire dalla metà del XIX secolo la dinastia Qing entrò in declino e le potenze coloniali europee prima e il Giappone poi cercarono di conquistare colonie e zone di influenza. Con il trattato di Aigun del 1858, la Russia tolse tutte le aree a nord dell'Amur alla Cina. Con la convenzione internazionale di Pechino del 1860, dopo la sconfitta cinese nella seconda guerra dell'oppio contro l'Impero britannico, la Russia ricevette anche la regione costiera della parte nord-orientale della provincia cinese di Jilin, ad est dell'Ussuri, e la parte settentrionale della provincia cinese di Heilongjiang, situata lungo il corso inferiore dell'Amur. Nello stesso anno Alessandro II fece fondare la base navale di Vladivostok nella parte meridionale dell'area appena acquisita.

## Situazione attuale
Secondo l'attuale struttura amministrativa della Federazione Russa, la Manciuria esterna comprende:
- l'oblast' dell'Amur (864.458 abitanti), comprendente la regione dell'alto e basso Amur;
- l'oblast' autonoma ebraica (186.541 abitanti), intorno a Birobidžan;
- il territorio del Litorale (2.019.529 abitanti), intorno a Vladivostok;
- la metà meridionale del territorio di Chabarovsk (1.412.260 abitanti, la maggior parte dei quali stanziati nella valle dell'Amur);
- l'isola di Sachalin (489.638 abitanti), che costituisce la maggioranza dell'oblast' di Sachalin.

La lingua principale è il russo, ma si parla anche il mancese, la lingua originaria dei 12.160 Nanai, dei quali 10.993 vivono nel territorio di Chabarovsk. Vivono qui anche 2804 Ulci, anch'essi nel territorio di Chabarovsk, e Udege (territori del Litorale e di Chabarovsk). I 27.418 Coreani sono il gruppo etnico originario dell'Asia orientale più numeroso della regione.
Al fine di rilanciare questa regione, scarsamente popolata, il governo russo, a partire dal 2016, regala terreni nella regione dell'Amur. Ogni russo può scegliere un appezzamento di terreno gratuito su Internet, a eccezione delle aree lungo le strade principali o vicino alle città. Le autorità esigono solamente che i nuovi proprietari sfruttino economicamente la terra ricevuta. L'offerta ha finora incontrato una domanda debole. In generale, il costo della vita nella Manciuria esterna è elevato, poiché tutte le merci devono essere importate. Il tenore di vita è conseguentemente basso. Secondo un sondaggio del 2016, il 45% dei residenti vorrebbe lasciare l'area dell'Amur.